# Bernes-sur-Oise
Bernes-sur-Oise egy község Franciaországban. Lakosainak száma 2703 fő (2022. január 1.).

## Földrajza
Bernes-sur-Oise Morangles, Le Mesnil-en-Thelle, Beaumont-sur-Oise, Bruyères-sur-Oise és Persan községekkel határos.

## Népessége
| Lakosok száma | 2600 | 2669 | 2715 | 2708 | 2718 | 2733 | 2743 | 2722 | 2703 |
|               | 2013 | 2015 | 2016 | 2017 | 2018 | 2019 | 2020 | 2021 | 2022 |